# Garfield Reid
Garfield Reid (14 gennaio 1981) è un calciatore giamaicano, difensore del Benfica.

## Carriera

### Club
Reid vestì le maglie di Rivoli United, HamKam, Waterhouse, nuovamente del Rivoli United e, dal 2010, del Benfica.

### Nazionale
Reid conta 27 presenze per la Giamaica. Fu anche tra i convocati per la Gold Cup 2005.